# ورغنبد (مقاطعة دالاهو)
ورغنبد (بالفارسية: ورگنبد) هي قرية تقع في قسم حومة كرند الريفي (مقاطعة دالاهو) في إيران. يقدر عدد سكانها بـ 39 نسمة بحسب إحصاء 2016.